# No Man’s Land (Pornofilmreihe)
No Man’s Land ist eine US-amerikanische Pornofilmreihe des Produktionsstudios Video Team, nun Metro Interactive. Der Titel der Reihe ist ein Wortspiel, das auf die ausschließlich weibliche Besetzung der Filme anspielt.
Von 1988 bis zum Jahr 2009 wurden 45 Teile der Serie gedreht, hinzu kamen noch mehrere Specials mit teilweise mehreren Folgen (unter anderem Asian Edition, Directors Choice, European Edition, Interracial, Latin, Legends und The Best of) hinzu. 2004 wurde die Serie mit dem AVN Award als Best All-Girl Series ausgezeichnet.
Regisseure der Filme waren bisher unter anderem Jim Enright (Folge 34), Wes Emerson (Folgen 30–33, 35–36), Eli Cross (Folgen 38, 40), Ren Savant (Folgen 37, 39, 41) und Mike Adams (als Anton Slayer) (Folgen 42–45).

## Darstellerliste (Auszug)
- No Man’s Land 5 „Dream Lovers“ (1991): K.C. Williams, Britt Morgan, Melanie Moore, Tevi Diver, Jamie Lee, Marlena Riche
- No Man’s Land 8 (1993): Bionca, Chaz Vincent, Debi Diamond, Jenna Wells, Melanie Moore, Nicole London, Sharon Mitchell, Tara Monroe
- No Man’s Land 9 (1994): Ariana, Bunny Bleu, Isis Nile, Jessie James, Krista, Sahara Sands, Sharon Kane, Tiffany Mynx, Victoria Andrews
- No Man’s Land 10 (1994): Felecia, Krista, Misty Rain, Nicole London, Nina Hartley, P.J. Sparxx, Sheena, Valeria, Victoria Andrews, VixXxen, Kelly Nichols, Veronica Hart
- No Man’s Land 11 (1995): Alicia Rio, Anna Malle, Debi Diamond, Jeanna Fine, Kaitlyn Ashley, Nicole London, P.J. Sparxx, Rebecca Lord, Shelby Stevens, Sindee Coxx, Stacy Nichols
- No Man’s Land 12 (1995): Jessica James, Jill Kelly, Kaitlyn Ashley, Kimberly Kyle, Kirsty Waay, Kiss, Lana Sands, Marilyn Star, P.J. Sparxx, Sahara Sands, Sid Deuce, Tera Heart
- No Man’s Land 13 (1996): April Diamonds, Ashley Renee, Crystal Breeze, Jill Kelly, Kim Kitaine, Marki, Missy, Nici Sterling, Sindee Coxx
- No Man’s Land 14 (1996): Annah Marie, Ariel Daye, Ashley Renee, Bonnie Michaels, Caressa Savage, Monique DeMoan, Norma Jeane, Roxanne Hall, Shanna McCullough
- No Man’s Land 15 (1996): Alex Dane, Alexxx Knight, Ashley Renee, Kimberly Kummings, Missy, Nico Treasures, Ruby, Sahara Sands, Stephanie Swift, Tricia Devereaux
- No Man’s Land 17 (1997): Alexandra Silk, Carolina, Charlie, Jill Kelly, Melissa Hill, Monique DeMoan, Rebecca Lord, Roxanne Hall, Toni James
- No Man’s Land 19 (1997): Angelica Sin, Celine Devoux, Crystal Knight, Jacklyn Lick, Jessica Darlin, Mila, Raylene, Tina Tyler, Kelly Nichols
- No Man’s Land 22 (1998): Angelica Sin, Cheyenne Silver, Gina Ryder, Heaven Leigh, Katie Gold, Lilly Lynn, Mandi Frost, Taylor Moore, Taylor St. Claire, Teri Starr
- No Man’s Land 24 (1998): Casha Rae Allias, Christi Lake, Delaney Daniels, Inari Vachs, Lola, Mia Smiles, Mikki Taylor, RayVeness, Shelbee Myne
- No Man’s Land 25 (1999): Chandler, Gina Ryder, Juliette Carelton, Keri Windsor, Liza Harper, Natasha Blake, Phaedra Alexis, Shayla LaVeaux, Vivi Anne, Kelly Nichols
- No Man’s Land 26 (1999): Allysin Chaynes, Cheyenne Silver, Felecia, Inari Vachs, Misty Dawn, Liza Harper, Melissa Hill, Randi Rage, Tiffany Mynx
- No Man’s Land 27 (1999): Alicia Stone, Ava Vincent, Bunny Luv, Gail Monique, Kristen, Monique DeMoan, Norma Jeane, Temptress, Tiffany Mynx, Ashley Renee
- No Man’s Land 28 (1999): Charlie Angel, Cheyenne Silver, Daisy Chain, Devinn Lane, Goldie McHawn, Gwen Summers, Kaylynn, Nikol, Nina Kornikova, Samantha Sterlyng
- No Man’s Land 29 (1999): Allysin Chaynes, Cassidey, Chandler, Dayton Rain, Isabella Camille, Jeanie Rivers, Natalie Bach, Renee LaRue
- No Man’s Land 30 (2000): Chandler, Felecia, Gwen Summers, Inari Vachs, Kaylynn, Keri Windsor, Nikki Steele, Sandy, Sophie Evans, Kelly Nichols
- No Man’s Land 31 (2000): Ava Vincent, Bunny Luv, Christi Lake, Dayton Rain, Keri Windsor, Monique DeMoan, Nicole London, Nikki Charm
- No Man’s Land 32 (2000): Alex Foxe, Bridgette Kerkove, Kylie Ireland, Lori Rivers, T.J. Hart, Tina Tyler, Venus, Wendy Divine
- No Man’s Land 33 (2001): Allysin Chaynes, Holly Hollywood, Inari Vachs, Jewel De’Nyle, Nina Ferrari, Salina del Ray, Sindee Coxx
- No Man’s Land 34 (2001): Brittany Blue, Deva Station, Dominica Leoni, Flick Shagwell, Nakita Kash, Shanna McCullough, Shelbee Myne, Wanda Curtis
- No Man’s Land 35 (2001): Bridgette Kerkove, Brooke Hunter, Chandler, Dayton Rain, Jodie Moore, Kitty Marie, Ms. Kitty Kitty, Nina Ferrari, T.J. Hart, Tawny Roberts, Zana
- No Man’s Land 36 (2002): Alexa Rae, Bamboo, Cleopatra, Dru Berrymore, Felecia, Flick Shagwell, Inari Vachs, Nikita Denise, Samantha Slater
- No Man’s Land 37 (2002): Alaura Eden, Allysin Chaynes, Ashley Long, Aurora Snow, Buffy Sinclaire, Cynara Fox, Felix Vicious, Jana Cova, Roxanne Hall
- No Man’s Land 38 (2003): Aria, Ashley Long, Dusky, Hermina, Jasmine Lynn, Julie Night, Justine Joli, Kim Chambers, Lola, Mandi Slade, Nakita Kash
- No Man’s Land 39 (2004): Anita Dark, Aria, Avy Scott, Bridgette Monroe, Dominica Leoni, Julie Night, Keiko, Kimberly Kane, Kylie Ireland, Laura Monroe, Lauren Phoenix, Sandra Shine
- No Man’s Land 40 (2005): Alicia Rhodes, Brittney Skye, Cherokee, Katie Morgan, Kylie Ireland, Lori Lust, Michelle Barrett, Monica Mayhem, Nicki Hunter, Sammie Rhodes, Trina Michaels, Trinity, Vanessa Lane
- No Man’s Land 41 (2006): Aiden Starr, Ariel X., Carli Banks, Daisy Marie, Nikki Nievez, Sammie Rhodes, Sandra Romain
- No Man’s Land 42 (2007): Alexis Love, Clara G., Holly Morgan, Jayna Oso, Jessica Lynn, Kelle Marie, Lisa Daniels, Nikki Benz, Penny Flame, Sativa Rose, Savannah Stern, Tyler Faith, Vanessa Lane
- No Man’s Land 43 (2007): Alexandra Ivy, Audrey Bitoni, Brooke Belle, Gianna Lynn, Jayme Langford, Marlie Moore, Mikayla Mendez, Rebeca Linares, Renae Cruz, Ryder Skye, Savannah Gold, Victoria, Victoria Sin
- No Man’s Land 44 (2008): Aiden Starr, Alektra Blue, Amy Ried, Angie Savage, Candy Manson, Francesca Lé, Lana Croft, Lexxi Tyler, Lindsey Meadows, Max Mikita, Nichole Heiress, Shawna Lenee
- No Man’s Land 45 (2009): Demi Marx, Holly Wellin, Jayme Langford, Jenny Hendrix, Melissa Lauren, Mikayla Mendez, Nadia Styles, Rachel Roxxx, Sandra Romain, Sara Stone, Scarlett Pain, Shyla Stylez, Tanya James, Valerie Herrera

## Auszeichnungen
- 2004: AVN Award – Best All-Girl Series